# Johan Röjler
Johan Röjler, född 11 november 1981 i Örebro, är en svensk skridskoåkare.
Johan Röjler blev juniorvärldsmästare år 2000 och har även noterats för juniorvärldsrekord på 5 000 meter. Hans främsta meriter i seniorsammanhang är en niondeplats i allround-VM 2003 och en sjätteplats i allround-EM 2006. Han har deltagit i OS 2002 i Salt Lake City, OS 2006 i Turin och OS 2010 i Vancouver.

### Fotnoter
1. ↑  Sven Gustavsson (22 december 2003). ”Röjler skyndar långsamt”. Dagens nyheter. http://www.dn.se/sport/rojler-skyndar-langsamt/. Läst 23 november 2016.